# Mattias Landgren
Lars Mattias Young Zun Landgren, född 3 augusti 1976 i Sydkorea, är en svensk socialdemokratisk politiker och jurist inom svensk fackföreningsrörelse som arbetat som statssekreterare i regeringarna Löfven I, Löfven II och Andersson.
Landgren började sin karriär som jurist inom svensk fackföreningsrörelse. Från arbetet som chefsjurist vid Svenska Byggnadsarbetareförbundet blev han 2014 politiskt sakkunnig för Socialdemokraterna i statsrådsberedningens samordningskansli.
Från 2016 till 2020 arbetade Mattias Landgren som statssekreterare för infrastrukturminister Anna Johansson och infrastrukturminister Thomas Eneroth. När Johansson avgick i sviterna av skandalen kring Transportstyrelsens IT-upphandling 2017 fick Landgren uppdraget som statssekreterare för efterträdande infrastrukturminister Thomas Eneroth.
År 2020 slutade Mattias Landgren som statssekreterare och tillträdde som VD för LO-TCO Rättskydd AB. November 2021 blev han återigen statssekreterare, då i regeringen Andersson, för bostads- och biträdande arbetsmarknadsminister Johan Danielsson. År 2023 tillträdde Mattias Landgren som senior rådgivare till generalsekreteraren för OECD-organisationen International Transport Forum. Han utsågs samma år till särskilt sändebud till generalsekreteraren för återuppbyggnaden av Ukraina. 
2025 utsåg Regeringen Kristersson Mattias Landgren till förhandlingsperson med ansvar att omförhandla avtal om Stockholms infrastruktur och utreda finansiering av Östlig förbindelse. I samma beslut utsågs även Landgren till ordförande för styrelserna för uppföljning av 2013 års Stockholmsförhandling och Sverigeförhandlingens Stockholmsdel.